# Grigor Hachinjan
Grigor Muscheghi Hachinjan (auch Grigor Hakhinyan, armenisch Գրիգոր Մուշեղի Հախինյան, russisch Григор Мушегович Ахинян Grigor Muschegowitsch Achinjan; * 20. April 1926 in Karakilis, Armenische SSR, Sowjetunion, heute Wanadsor, Armenien; † 6. März 1991) war ein sowjetischer Komponist und Musikpädagoge armenischer Herkunft.

## Leben und Werk
Grigor Muscheghi Hachinjan absolvierte 1957 das Staatliche Konservatorium Jerewan. Er war Schüler in der Kompositionsklasse von Grigor Jeghiasarjan. Im selben Jahr schrieb er ein Violinkonzert. Von 1950 bis 1960 leitete er ein Unterhaltungsorchester. In den 1950ern schrieb 1955 eine Suite für Orchester, 1957 ein Violinkonzert, 1958 Sechs Kinderlieder für Violine und Klavier und 1959 ein sinfonisches Gedicht für Orchester. 1960 folgte eine Ouvertüre mit dem Titel ликование [Linkowanje, deutsch: Jubel]. Anfang der 1960er schrieb er drei Ballette: Ախթամար [Achtamar] (1961), Լոռեցի Սաքոն [Lorenzi Sakon] (1961) nach einem Gedicht von Howhannes Tumanjan und Ուռենի [Ureni] (1963). Er schrieb 1961 auch eine Tanzsuite für ein Orchester mit volkstümlichen Instrumenten. Von 1961 bis 1976 unterrichtete er an der Romanos Melikjan Musikschule in Jerewan. 1963 komponierte er die Kantate Սայաթ-Նովա [Sajat Nowa]  und die Musik zum Kurzfilm Տերն ու ծառան [Herr und Diener]. 1964 arbeitete er an der Musik zum Film Մսյո Ժակը և ուրիշները und komponierte Kammermusik, nämlich ein Streichquartett und ein Klaviertrio. 1967 schrieb er die Musik zum Film Из времени года und das Oratorium Թոնդրակյաններ [Tondrakianer], das die christliche Sekte der Tondrakianer nach dem gleichnamigen Werk von Wahagn Dawtjan (1922–1996) thematisiert. Seit 1968 war er Mitglied der KPdSU. Seit 1970 unterrichtete er am Konservatorium in Jerewan. Seine erste Sinfonie schrieb er 1969. 1970 schrieb er die Oper Լեգենդի մարդը [Der Mann der Legende]. 1972 erhielt er den Titel Verdienter Künstler der Armenischen SSR verliehen. 1973 folgte die Oper Ծովինար [Zowinar], die zweite Sinfonie, 1975 ein Posaunenkonzert und 1978 neben einer Violinsonate die dritte Sinfonie. 1981 folgte eine Sonate für Violine und Violoncello  1983 die dritte und vierte Sinfonie. 1981 wurde er Dozent und 1989  Professor am Staatlichen Konservatorium in Jerewan. 1985 komponierte er ein Konzert für Viola und Orchester. 1990 wurde ihm der Ehrentitel Volkskünstler der Armenischen SSR verliehen.
Des Weiteren schrieb Hachinjan Romanzen, Lieder, zwischen 1963 und 1985 insgesamt 4 Kantaten und Unterhaltungsmusik unter anderem für Unterhaltungsorchester. Er schrieb auch Musik für die Bühne und Film.

## Rezeption
Die Musikschule in Wanadsor wurde nach Grigor Hakhinjan benannt.